# Lisignago
Lisignago é uma comuna italiana da região do Trentino-Alto Ádige, província de Trento, com cerca de 463 habitantes. Estende-se por uma área de 7 km², tendo uma densidade populacional de 66 hab/km². Faz fronteira com Giovo, Cembra, Albiano.